# Katzbalger

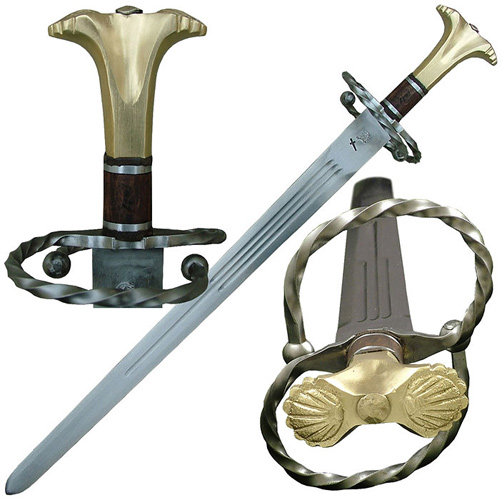
Replica unui katzbalger

Katzbalger este o spadă scurtă notabilă pentru construcția sa robustă și forma distinctivă în S sau în 8 a apărătorului de mari dimensiuni care protejează mâna când sabia oponentului alunecă pe lamă în jos. Are lungimea de 75-85 cm, și o greutate de 1-2 kg.